# NGC 4121
NGC 4121 је елиптична галаксија у сазвежђу Змај која се налази на NGC листи објеката дубоког неба.
Деклинација објекта је + 65° 6' 52" а ректасцензија 12h 7m 56,5s. Привидна величина (магнитуда) објекта NGC 4121 износи 13,5 а фотографска магнитуда 14,5. Налази се на удаљености од 24,736 милиона парсека од Сунца. NGC 4121 је још познат и под ознакама MCG 11-15-26, CGCG 315-18, NPM1G +65.0080, PGC 38508.